# بيني ريد
بيني ريد (بالإنجليزية: Benny Reid)‏ هو كاتب أغاني أمريكي، ولد في 7 أكتوبر 1980 في وستفيلد في الولايات المتحدة.

## وصلات خارجية
- الموقع الرسمي
- بيني ريد على موقع IMDb (الإنجليزية)
- بيني ريد على موقع ميوزك برينز (الإنجليزية)
- بيني ريد على موقع ديسكوغز (الإنجليزية)
- بيني ريد على موقع قاعدة بيانات الفيلم (الإنجليزية)